# 시도치 마유
시도치 마유(일본어: 志土地 真優, 1997년 6월 22일~)는 일본의 레슬링 선수로 2020년 하계 올림픽 여자 밴텀급에서 금메달을 획득했다. 또한 세계 선수권 대회에서 금메달 3개(2016, 2018, 2022), 은메달 2개를 획득했고 아시아 선수권 대회에서 금메달 1개, 은메달 2개를 획득했다.
결혼 전 이름은 무카이다 마유(일본어: 向田 真優)이다.